# Again, Dangerous Visions
Again, Dangerous Visions är en science fiction-novellantologi, publicerad 1972 och redigerad av Harlan Ellison. Antologin är en uppföljare till Dangerous Visions, som publicerades 1967 och kom att få stor uppmärksamhet inom science fiction-fältet. Again, Dangerous Visions innehåller, utöver förordet, fyrtiotvå bidrag, varav Ursula Le Guins The Word for World is Forest belönades med Hugopriset för bästa kortroman och Joanna Russ tilldelades Nebulapriset för bästa novell för "When It Changed".
Again, Dangerous Visions följdes upp av The Last Dangerous Visions, som dock gavs ut först 2024, 52 år senare och sex år efter Ellisons död.

## Noveller
- "Introduction: An Assault of New Dreamers – Harlan Ellison
- "The Counterpoint of View" – John Heidenry
- "Ching Witch!" – Ross Rocklynne
- "The Word for World Is Forest" – Ursula K. Le Guin
- "For Value Received" – Andrew J. Offutt
- "Mathoms from the Time Closet" – Gene Wolfe
- "Time Travel for Pedestrians" – Ray Nelson
- "Christ, Old Student in a New School" – Ray Bradbury
- "King of the Hill" – Chad Oliver
- "The 10:00 Report Is Brought to You by ..." – Edward Bryant
- "The Funeral" – Kate Wilhelm
- "Harry the Hare" – James B. Hemesath
- "When It Changed" – Joanna Russ
- "The Big Space Fuck" – Kurt Vonnegut
- "Bounty" – T. L. Sherred
- "Still-Life" – Barry N. Malzberg
- "Stoned Counsel" – H. H. Hollis
- "Monitored Dreams and Strategic Cremations" – Bernard Wolfe
- "With a Finger in My I" – David Gerrold
- "In the Barn" – Piers Anthony
- "Soundless Evening" – Lee Hoffman
- "[A spot]" – Gahan Wilson
- "The Test-Tube Creature, Afterward" – Joan Bernott
- "And the Sea Like Mirrors" – Gregory Benford
- "Bed Sheets Are White" – Evelyn Lief
- "Tissue" – James Sallis
- "Elouise and the Doctors of the Planet Pergamon" – Josephine Saxton
- "Chuck Berry, Won't You Please Come Home?" – Ken McCullough
- "Epiphany for Aliens" – David Kerr
- "Eye of the Beholder" – Burt K. Filer
- "Moth Race" – Richard Hill
- "In re Glover" – Leonard Tushnet
- "Zero Gee" – Ben Bova
- "A Mouse in the Walls of the Global Village – Dean R. Koontz
- "Getting Along" – James Blish och J. A. Lawrence
- "Totenbüch" – Parra y Figuéredo
- "Things Lost" – Thomas M. Disch
- "With the Bentfin Boomer Boys on Little Old New Alabama" – Richard A. Lupoff
- "Lamia Mutable" – M. John Harrison
- "Last Train to Kankakee" – Robin Scott Wilson
- "Empire of the Sun" – Andrew Weiner
- "Ozymandias" – Terry Carr
- "The Milk of Paradise" – James Tiptree, Jr.